# مصطفى أديب (مغربي)
مصطفى أديب ولد عام 1968م في تارودانت هو ناشط مغربي سابق في مجال حقوق الإنسان ونقيب في القوات الملكية الجوية المغربية. تم احتجازه بشكل تعسفي في أواخر عام 1999، حيث تم سجنه لمدة 30 شهرا بعد أن ندد وفضح الفساد في الجيش.

## السجن في عام 1999
كان يتمركز مصطفى أديب في مدينة الرشيدية، حيث كان مسؤولا هناك عن الاتصالات السلكية واللاسلكية والصيانة في القوات الجوية المغربية، وقد شهد سرقة الوقود من قبل مسؤولين رفيعي المستوى من الجيش. في أواخر عام 1998، كتب رسالة إلى محمد السادس (ولي العهد آنذاك) يندد فيها بالفساد الذي رآه وشاهده طوال فترة عمله، وقد حوكم من أجل نفس الأفعال ثم ندد بهذه الأفعال مجددا لكن دور جدوى، وقد التقى في وقت لاحق بالقائد الجديد لسلاح الجو أحمد بوطالب وبعد إصرار الكبير على وجود المسؤولين الفاسدين والمطالبة بمحاكماتهم، حُكم عليه في عام 2000 بالسجن مدة 30 شهرا بسبب توجيه تهم لأشخاص دون وجود دلائل.
بعد خروجه من السجن، تعرض لمضايقات كثيرة في الجيش مما اضطره إلى مغادرته، وفعلا هذا ما حصل حيث غادر الجيش واستقر في باريس حيث حصل هناك على إجازة في الهندسة. ومنذ ذلك الحين أصبح ناشطا كبيرا في مجال حقوق الإنسان معتبرا في نفس الوقت أن خصمه الوحيد هو نظام محمد السادس.
في عام 2000 حصل على جائزة الشفافية الدولية للنزاهة.

## حادث عبد العزيز بناني
في 18 يونيو/حزيران 2014، زار مصطفى أديب مستشفى فال-دي-جراس
حيث كان يخضع الجنرال عبد العزيز بناني هناك للعلاج في فرنسا. وقد حاول زيارته لكن حراس الأمن منعوه كونه لا يتوفر على تصريح بالدخول للغرفة، لكنه بعد ذلك ترك له باقة من الزهور ورسالة يتهم فيها بناني كونه مجرم مسؤول عن مقتل الآلاف من الناس، وإفقار آلاف أخرى كما حمله مسؤولية موت العديد من الجنود والأطفال، في المقابل كان يترك ويساعد الفاسدين في عملهم الذي يتمثل بالأساس في سرقة أصول الدولة. وبعد هذا الحادث وجد بناني نفسه غارقا في شبهات الفساد على مستوى عال وفقا لمصادر مختلفة، بما في ذلك تسريب البرقيات الدبلوماسية الأميركية.
من خلال الصحافة الرسمية في المغرب وكذلك وكالة المغرب العربي للأنباء فإن الدولة المغربية احتجت بعد هذه الحادثة وذكرت أن عبد العزيز بناني «اعتدى أخلاقيا» على المهنة الموكلة له، في المقابل فقد لقي رضى ضمني من السلطات الفرنسية. مما دفع برئيس الاستخبارات الخارجية المغربية (المديرية العامة للدراسات والمستندات) محمد ياسين المنصوري (أيضا زميل الملك محمد السادس في الكلية الملكية) إلى استدعاء السفير الفرنسي في الرباط للاحتجاج.
حاول السفير المغربي في باريس ووزير الداخلية السابق شكيب بن موسى أن يلتقي وزير الخارجية الفرنسي لوران فابيوس للتعبير عن «الاستياء» إزاء هذا الحادث، ولكنه استقبل فقط من قبل رئيس مجلس الوزراء.
في 20 يونيو/حزيران 2014، تم وضع مصطفى أديب مجددا في السجن لكن هذه المرة لفترة وجيزة فقط حيث وضع في عهدة الدرك الفرنسي، وذلك ردا على الاحتجاجات من المسؤولين المغاربة. وقد تم إطلاق سراحه في نفس اليوم، وبعد ذلك أعلن أنه سيقاضي كل من عبد العزيز بناني والملك محمد السادس وثلاثين آخرين من المسؤولين المغاربة.
جاء الحادث في فترة عانت فيها السلطات المغربية من عدد من الحوادث، بما في ذلك دعوى قضائية رفعت في فرنسا ضد عبد اللطيف الحموشي (رئيس المخابرات المغربية) بتهمة تعذيب المشتبه بهم (مثل زكريا مومني)، الأمر الذي دفع المغرب إلى تعليق التعاون القضائي مع فرنسا وهو حاليا قيد التحقيق من قبل القضاة الفرنسيين.

## وصلات خارجية
- الوقع الرسمي لمصطفى أديب
- الصفحة الرسمية لمصطفى أديب في فايسبوك